# DriverPack Solution
DriverPack Solution (сокр. DRP Su) — менеджер установки драйверов, предназначенный для автоматизации работы с драйверами в операционной системе Windows. Распространяется бесплатно и может работать без подключения к интернету. Разработана в 2008 году россиянином Артуром Кузяковым во время обучения в МИРЭА.
Программа имеет противоречивую репутацию среди пользователей: встречаются как положительные, так и резко отрицательные отзывы. Последние версии DriverPack Solution сравнивают с трояном, так как она не удаляется штатными средствами системы, а также устанавливает на компьютер дополнительные программы, игнорируя выбор при установке. С начала 2019 года антивирусы считают DriverPack Solution вредоносным или нежелательным ПО. При попытке установить драйверы DriverPack устанавливает adware в виде браузеров Chrome и Opera.
Вопреки заявлениям авторов, что программа распространяется по лицензии GNU GPL v2, текст лицензии DriverPack Solution прямо противоречит положениям GNU GPL, а исходники программы никогда не публиковались в интернете.

## Возможности программы
- DriverPack Solution автоматически проводит опознавание оборудования, устанавливает соответствие между найденными устройствами и имеющимися в базе драйверами;
- обеспечивает возможность установки/переустановки/обновления драйверов;
- предусмотрены средства поиска в интернете отсутствующих в базе драйверов с использованием сервиса DevID;
- поддержание базы драйверов в актуальном состоянии путём регулярного обновления базы драйверов;
- возможность интегрировать в базу драйверов альтернативные драйверпаки.

Драйвера организованы по категориям устройств в формате 7z-архивов.

## История развития проекта
1 мая 2008 года Артур Кузяков разработал программу «Интерфейс для установки драйверов», которая была направлена на решение рутинных (с точки зрения пользователя) действий по установке драйверов за счёт автоматического определения и распознавания устройств, установленных в системе. Первая бета-версия была опубликована 23 июня 2008 года на форуме «forum.OSzone.ru» и получила противоречивые отзывы.
16 июля 2009 на общественных началах к проекту подключилась группа профессиональных программистов из числа энтузиастов интернет-сообщества DriverPack Solution, наблюдавших за развитием проекта.
Начиная с 9-й версии, вышедшей 5 сентября 2009 года, программа была переименована в «DriverPack Solution». 17 июня 2009 года состоялось открытие официального сайта и форума.
В сентябре 2009 года DriverPack Solution был опубликован в журнале «Железо» на прилагаемом к выпуску диске. В октябрьском номере журнала «Chip» DriverPack Solution также была посвящена новостная заметка.
28 марта 2010 года было объявлено о запуске интернет-сервиса DevID, который внёс существенные изменения в функциональные возможности программы, снабдив менеджер установки новыми инструментами поиска драйверов (в случае отсутствия таковых в базе драйверов программы). DevID представляет собой самостоятельный online-сервис, возможности которого интегрированы в DriverPack Solution.
По данным SoftPortal, с 2011 по 2019 год программу скачали 450 тысяч раз.

## Награды
Артур Кузяков и Владимир Фомин получили серебряную медаль и почётный диплом на конкурсе «Инновационный потенциал молодёжи-2010», проходившем в рамках Московского международного Салона изобретений и инновационных технологий «Архимед».